# Walter Rüegg
Walter Rüegg (* 4. April 1918 in Zürich; † 29. April 2015 in Villette VD) war ein Schweizer Altphilologe und Soziologe.

## Leben
Rüegg besuchte die Kantonsschule Schaffhausen und studierte von 1936 bis 1941 Klassische Philologie und Nationalökonomie an den Universitäten zu Zürich, Florenz und Paris.
Von 1941 bis 1952 arbeitete er als Gymnasiallehrer für Griechisch und Latein. Nach der Promotion (1944) zum Dr. phil. I. und der Habilitation (1950) in Zürich war er von 1950 bis 1961 zunächst Privatdozent und Titularprofessor (1959) für „Geschichte der Geisteswissenschaften unter besonderer Berücksichtigung des Humanismus“ an der Universität Zürich. 1961 wurde er als ordentlicher Professor für Soziologie an die Universität Frankfurt berufen, der er zwischen 1965 und 1970 auch als Rektor vorstand. 1967/68 war Rüegg zudem Präsident der Westdeutschen Rektorenkonferenz. Von 1973 bis zu seiner Emeritierung 1986 lehrte Rüegg an der Universität Bern. Er bekleidete Gastprofessuren in Chicago, Köln, St. Gallen und Paris sowie Führungsfunktionen in schweizerischen, deutschen und europäischen Wissenschaftsorganisationen. Er war Mitgründer und Vorstandsmitglied des Bundes Freiheit der Wissenschaft. 1992 wurde er Mitglied der Academia Scientarum Europaea.
Rüegg war Autor und Herausgeber zahlreicher Veröffentlichungen zur europäischen Bildungsgeschichte, -soziologie und -politik. Am bekanntesten ist die von ihm herausgegebene vierbändige Geschichte der Universität in Europa, von der mittlerweile alle vier Bände erschienen sind. Die ersten beiden Bände wurden gemeinsam mit Hilde De Ridder-Symoens herausgegeben. Rüegg gehörte ferner zu den Initiatoren des Funkkollegs, eines Weiterbildungsangebot im Medienverbund von Hörfunksendungen und zusätzlichen schriftlichen Arbeitsunterlagen für alle Interessierten, unabhängig von ihrem Schulabschluss.

## Nachlass
Den Hauptteil seines Nachlasses übergab Walter Rüegg 2013 persönlich in seinem Wohnort Villette VD am Genfersee dem Archiv für Zeitgeschichte an der ETH Zürich.

## Ehrungen
- 1970: Palmes académiques, Commandeur

## Schriften (Auswahl)
- Cicero und der Humanismus. Formale Untersuchungen über Petrarca und Erasmus. Rhein-Verlag, Zürich 1946.
- als Hrsg. mit Walter Artelt: Studien zur Medizingeschichte des neunzehnten Jahrhunderts, Band I: Der Arzt und der Kranke in der Gesellschaft des 19. Jahrhunderts. Stuttgart 1967.
- Soziologie (= Funk-Kolleg zum Verständnis der modernen Gesellschaft. 6, ZDB-ID 541229-8 = Fischer-Bücherei. 1031). Fischer, Frankfurt am Main u. a. 1969.
- als Herausgeber mit Otto Neuloh: Zur soziologischen Theorie und Analyse des 19. Jahrhunderts = Studien zum Wandel von Gesellschaft und Bildung im neunzehnten Jahrhundert. 1, ZDB-ID 120257-1 Vandenhoeck & Ruprecht, Göttingen 1971.
- Anstöße. Aufsätze und Vorträge zur dialogischen Lebensform. Metzner, Frankfurt am Main 1973, ISBN 3-7875-5243-X.
- als Herausgeber: Kulturkritik und Jugendkult. Klostermann, Frankfurt am Main 1974.
- Bedrohte Lebensordnung. Studien zur humanistischen Soziologie. Artemis, Zürich 1978, ISBN 3-7608-0483-7.
- als Herausgeber mit Dieter Wuttke: Ethik im Humanismus (= Beiträge zur Humanismusforschung. 5). Boldt, Boppard 1979, ISBN 3-7646-1743-8.
- als Herausgeber: Geschichte der Universität in Europa. 4 Bände. Beck, München 1993–2010, ISBN 3-406-36956-1.
- Die 68er Jahre und die Frankfurter Schule. Vortrag, gehalten im Rahmen der Margot-und-Friedrich-Becke-Stiftung am 31. Mai 2008 in Heidelberg (= Schriften der Margot-und-Friedrich-Becke-Stiftung zu Heidelberg. 6). Winter, Heidelberg 2008, ISBN 978-3-8253-5552-4.
- Zwischen Hochschule und Öffentlichkeit. Beiträge aus 50 Jahren Universitätsgeschichte und Hochschulpolitik. Steiner, Stuttgart 2016, ISBN 978-3-515-11500-1.